# 越乃Shu*Kura
越乃Shu*Kura（こしのシュクラ）は、東日本旅客鉄道（JR東日本）新潟支社が上越妙高駅 - 十日町駅間で観光列車として運行する臨時快速列車の愛称、およびこれに使用される鉄道車両の愛称である。「Shu」は日本酒、「Kura」は酒蔵を表し、新潟県に多い日本酒の蔵元が協力し、車内で日本酒を味わえるのが売り物である。*（アスタリスク）は雪、米、花を象徴しており、新潟県が雪国、米どころ等であることを示している。
本項では、同一の車両を用いて運転される、ゆざわShu*Kura（ゆざわシュクラ：上越妙高駅 - 越後湯沢駅間）、柳都Shu*Kura（りゅうとシュクラ：上越妙高駅 - 新潟駅間）についても述べる。

## 概要
「越乃Shu*Kura」は2014年（平成26年）5月2日、高田駅 - 十日町駅間で運行が開始された。
新潟県は同年春季（4月1日 - 6月30日）のデスティネーションキャンペーンの開催地で、キャッチフレーズを、「うまさぎっしり新潟」彩（いろ）とりどりの春めぐり――と銘打ち、「食」「花」「雪」「酒」「匠」の5つのテーマを基に、新潟の多彩な春の魅力をアピールする取り組みが実施された。「越乃Shu*Kura」はその取り組みの一環として、新潟県が日本酒の醸造が盛んで「地酒王国」として知られることにちなんで、「酒」をコンセプトとして企画された列車である。
列車名は新潟県の酒蔵と豊かな自然をイメージして命名されたもので、「越乃」は新潟県の旧国名「越後国」、「Shu」は酒、「Kura」は蔵、そしてShuとKuraの間の「*（アスタリスク）」は米と雪、花を表している。またキャッチフレーズは「水と大地の贈り物」で、日本酒のみならず四季を通じて多種多様な食材に恵まれた新潟県の風土をアピールするものとなっている。
「越乃Shu*Kura」は上越妙高駅 - 長岡駅 - 十日町駅間を運行しており、これを基本的な運行区間としている。このほかに2つの運行経路があり、翌週の5月9日に運行を開始した「ゆざわShu*Kura」は上越妙高駅 - 長岡駅 - 越後湯沢駅間を、同年夏季ダイヤの9月運行分から設定され9月12日から運行を開始した「柳都Shu*Kura」は上越妙高駅 - 新潟駅間を運行している。「柳都」は、かつて新潟市中央区の中心市街地に張り巡らされていた堀端の両岸に柳並木が続いていたことにちなむ、同市の異称である。
車内では新潟県で造られた日本酒の利き酒ができ、地元の食材を使用した弁当やつまみなどが提供されるほか、ミュージシャンによるジャズやクラシック音楽の生演奏、地酒や地元食材にまつわるイベントなどが行われる。
また「越乃Shu*Kura」の各停車駅のホーム上には装飾駅名標が設置されている。駅名標は酒樽をイメージしたもので、水（波）、大地（稲穂）、ジャズの3つのテーマがあしらわれているほか、各駅ごとの観光名所や特産品など3点が描かれている。
「Shu*Kura」3列車は上越新幹線と、2015年（平成27年）3月14日に長野駅 - 金沢駅間が延伸開業した北陸新幹線の、両新幹線利用者の観光二次交通手段の一つとして位置付けられている。同日からの春季ダイヤ（3月 - 6月）より、発着駅を高田駅から北陸新幹線と在来線の乗換駅になった上越妙高駅へ延伸した。なお新幹線開業に伴い、同日から信越本線の妙高高原駅 - 直江津駅間は並行在来線として第三セクター鉄道のえちごトキめき鉄道へ移管されたため、JRグループの「フルムーン夫婦グリーンパス」「青春18きっぷ」等のフリー乗車券を利用して、妙高はねうまラインの上越妙高駅 - 直江津駅間にまたがって当列車に乗車する場合は、えちごトキめき鉄道の運賃が別途必要となる。
またJR東日本は、「Shu*Kura」のうち2列車の運行区間沿線にあたる十日町市から小千谷市にかけての信濃川流域に信濃川発電所を設け、首都圏で使用する電力供給を目的として稼働しているが、2008年（平成20年）に発覚したJR東日本信濃川発電所の不正取水問題を受け、両市と地域振興策に関する覚書を締結しており、当列車はその一環としての役割を担っている。また飯山線を管轄するJR東日本新潟支社および長野支社と、北越急行では上越・北陸両新幹線からの観光周遊ルートの開発を進めており、長野支社が同年4月4日から飯山線で運行している臨時快速列車「おいこっと」、北越急行がほくほく線で運行している「ゆめぞら」などと合わせた観光列車による周遊ルートの提案などを行っている。
以下、文中では午前に上越妙高駅を発車して十日町・越後湯沢・新潟駅に向かう便を「往路」、午後に十日町・越後湯沢・新潟駅を発車して上越妙高駅に向かう便を「復路」とする。

## 運行概況
3月から11月まで、主に金曜日・土曜日・休日を中心に1日1往復で運転される。このほかゴールデンウイークなどの多客期には毎日運転される場合がある。
前掲のように、通常時は上越妙高駅 - 十日町駅間を1日1往復する「越乃Shu*Kura」として運行される。運行区間は週単位で設定されており、「ゆざわShu*Kura」「柳都Shu*Kura」の運転日は概ね月に1週ずつ当てられている（ただし「ゆざわ」「柳都」については運行が設定されない月もある）。
なお12月から3月上旬にかけての冬季間は全便運休となり、運行は設定されない。

### 停車駅
上越妙高駅 - 長岡駅間および長岡駅 - 越後川口駅間のダイヤは往路・復路とも共通化されている。
「越乃Shu*Kura」「ゆざわShu*Kura」は上越線方面発着のため長岡駅で折り返す必要があり、同駅で進行方向が逆になる。この区間では宮内駅 - 長岡駅間を往復することになるが、宮内駅には往路が長岡駅到着前のみ・復路が長岡駅到着後のみ（どちらも信越本線方面）の停車で、上越線方面の経路は往路・復路とも通過する。
「柳都Shu*Kura」は長岡駅での折り返しがないため、進行方向は往復とも変更がない。
なお生演奏・イベントの実施区間はおおよその目安で、前後する場合や実施されない場合がある。

#### 共通区間（上越妙高駅 - 長岡駅）
上越妙高駅 - 高田駅 - 直江津駅 - 潟町駅 - 青海川駅 - 柏崎駅 - 来迎寺駅 - 宮内駅 - 長岡駅
- 生演奏実施区間：青海川駅 - 柏崎駅間（往路：約20分間、復路：約30分間）
- イベント実施区間：柏崎駅 - 宮内駅間（往路・復路とも約20分間）
- 青海川駅では往路6分間・復路19分間（2025年運行時点）停車する。
- 長岡駅・復路の柏崎駅・直江津駅では時間調整または定期列車[注 5]待避のため、数分から15分程度（2025年運行時点）停車する。

#### 越乃Shu*Kura（長岡駅 - 十日町駅）
長岡駅 - 小千谷駅 - 越後川口駅 - 十日町駅
- 生演奏実施区間：越後川口駅 - 十日町駅間（往路・復路とも約20分間）
- イベント実施区間：長岡駅 - 越後川口駅間（往路・復路とも約20分間）
- 復路の越後川口駅では21分間（2025年運行時点）停車する。

#### ゆざわShu*Kura（長岡駅 - 越後湯沢駅）
長岡駅 - 小千谷駅 - 越後川口駅 - 小出駅 - 浦佐駅 - 六日町駅 - 塩沢駅 - 越後湯沢駅
- 生演奏実施区間：六日町駅 - 越後湯沢駅間（往路・復路とも約20分間）
- イベント実施区間：長岡駅 - 越後川口駅間（往路・復路とも約20分間）

#### 柳都Shu*Kura（長岡駅 - 新潟駅）
長岡駅 - 見附駅 - 東三条駅 - 加茂駅 - 新津駅 - 新潟駅
- 生演奏実施区間：長岡駅 - 見附駅間、加茂駅 - 新津駅間（往路・復路とも約20分間）
- イベント実施区間：見附駅 - 加茂駅間（往路・復路とも約20分間）

### 担当運輸区
いずれも運転士・車掌は、えちごトキめき鉄道線内は同社の直江津運転センターが、JR東日本線内は長岡運輸区が担当。JR東日本の車掌は専用の制服を着用して乗務している。

## 使用車両
3列車とも共通で、新潟車両センター新津派出所所属のキハ40形・48形気動車の専用3両編成が充当される。かつて前面幕は一般車と同じものだった（冒頭画像参照）が、のちに1号車と3号車で編成先頭に立つ部分には当列車のロゴを入れたシールが貼られている。
車内には「観る・聴く・味わうを同時に楽しむ」のコンセプトにならい、様々な仕掛けが施されている。エクステリア部のカラーリングは、「藍下黒」（あいしたぐろ）と呼ばれる伝統色に、雪の色である白を組み合わせた専用塗装となっており、凛とした「新潟の風土」を表現している。また車窓の眺望性を高めるため、大型の窓ガラスを採用している。
座席車は全車普通車で、1号車と3号車の2両とも全席指定席（定員70人）となっている。
1号車（キハ48 558、定員34名）はびゅう旅行商品専用車両で、4人掛けの「らくらくボックスシート」、日本海側に面する2人掛けの「展望ペアシート」、パーテーションで仕切られた2人掛けの「くつろぎペアシート」で構成され、ペアシート2種はいずれも直江津駅 - 柏崎駅間で日本海側を向くように配置されている。
3号車（キハ40 552、定員36名）は2+2列の回転リクライニングシートを備えているほか、車両先頭部のフリースペースにはソファーが8席設けられ、展望などを楽しむことができる。3号車の座席は一般発売用で、指定席券は全国のみどりの窓口で購入することができる。えきねっとでの予約も可能で、全区間でえきねっと特典の対象となっている（2020年時点は指定席券売機でも発売している）。なお妙高はねうまライン内のみの指定席券発売は行っていない。
中間車両の2号車（キハ48 1542、定員0名）には、イベントスペースとサービスカウンター「蔵守 - Kuramori - 」が配置されている。イベントスペースの中央部には酒樽をイメージしたスタンディングテーブルが4基、窓際にはカウンターテーブルとバーベンチが設置され、生演奏やイベントなどが実施される。サービスカウンターには利き酒コーナーが設置されているのをはじめ、各種飲料、つまみ、土産品などを販売している。

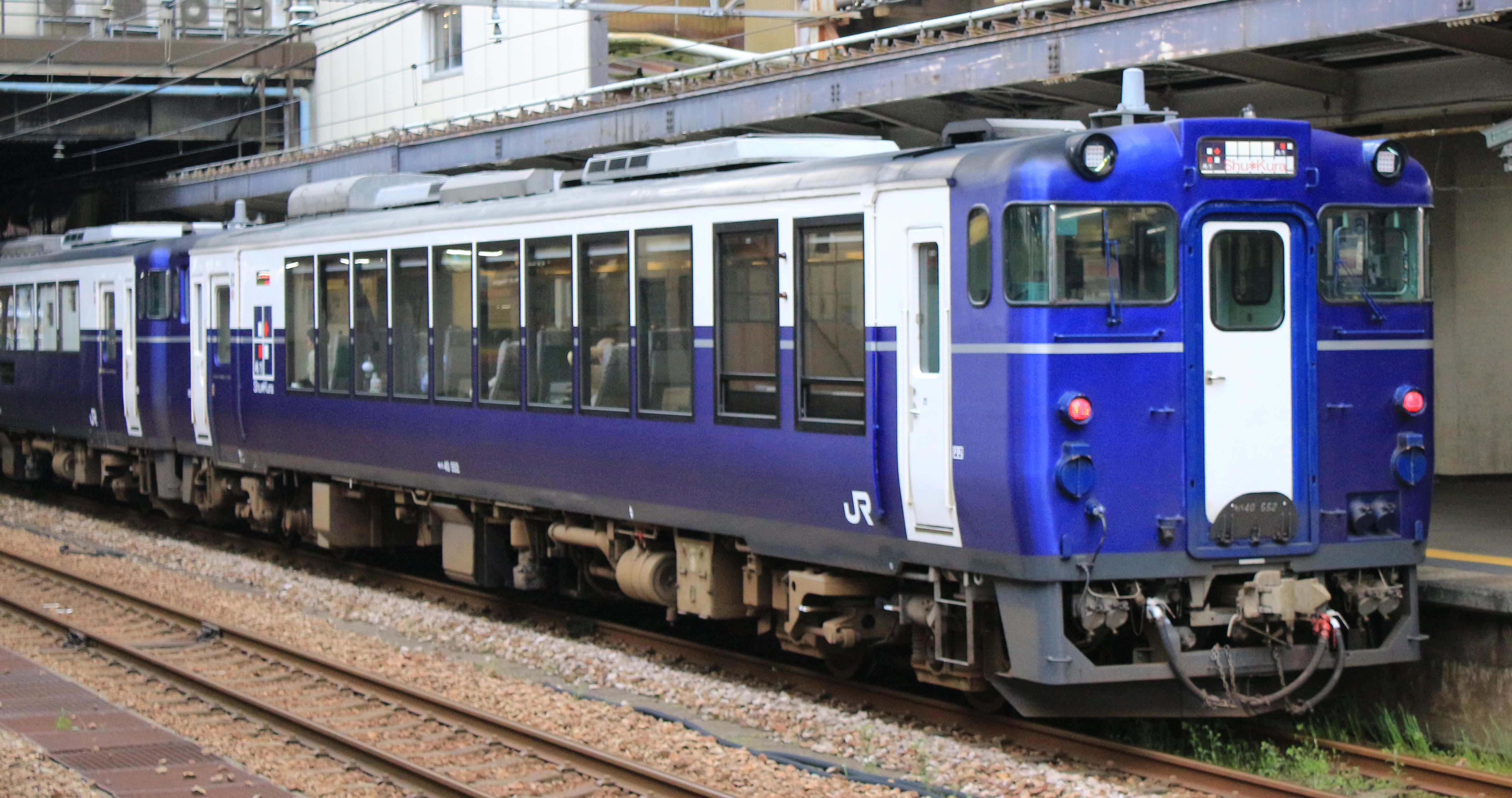
1号車（キハ48 558）
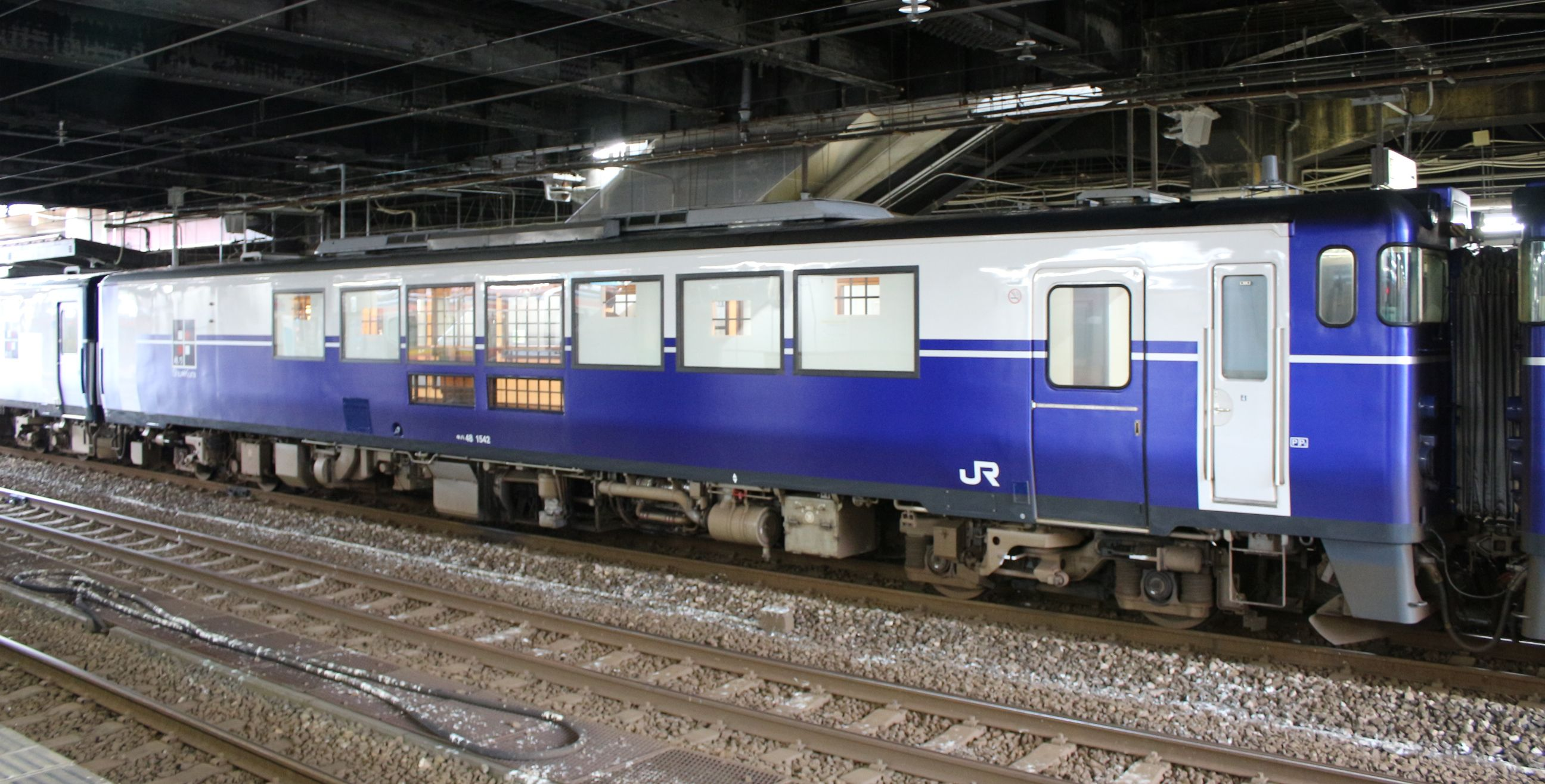
2号車（キハ48 1542）
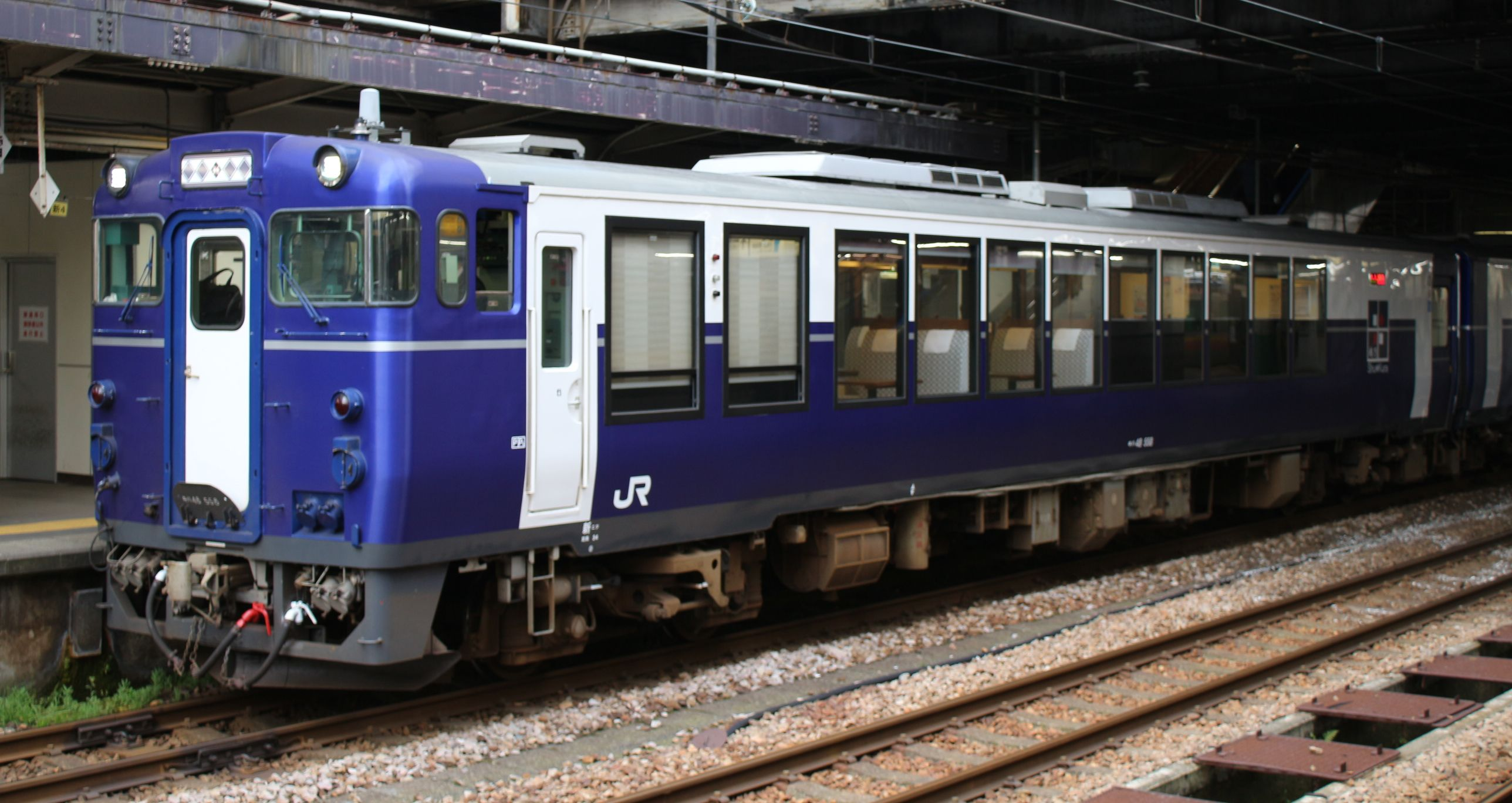
3号車（キハ40 552）

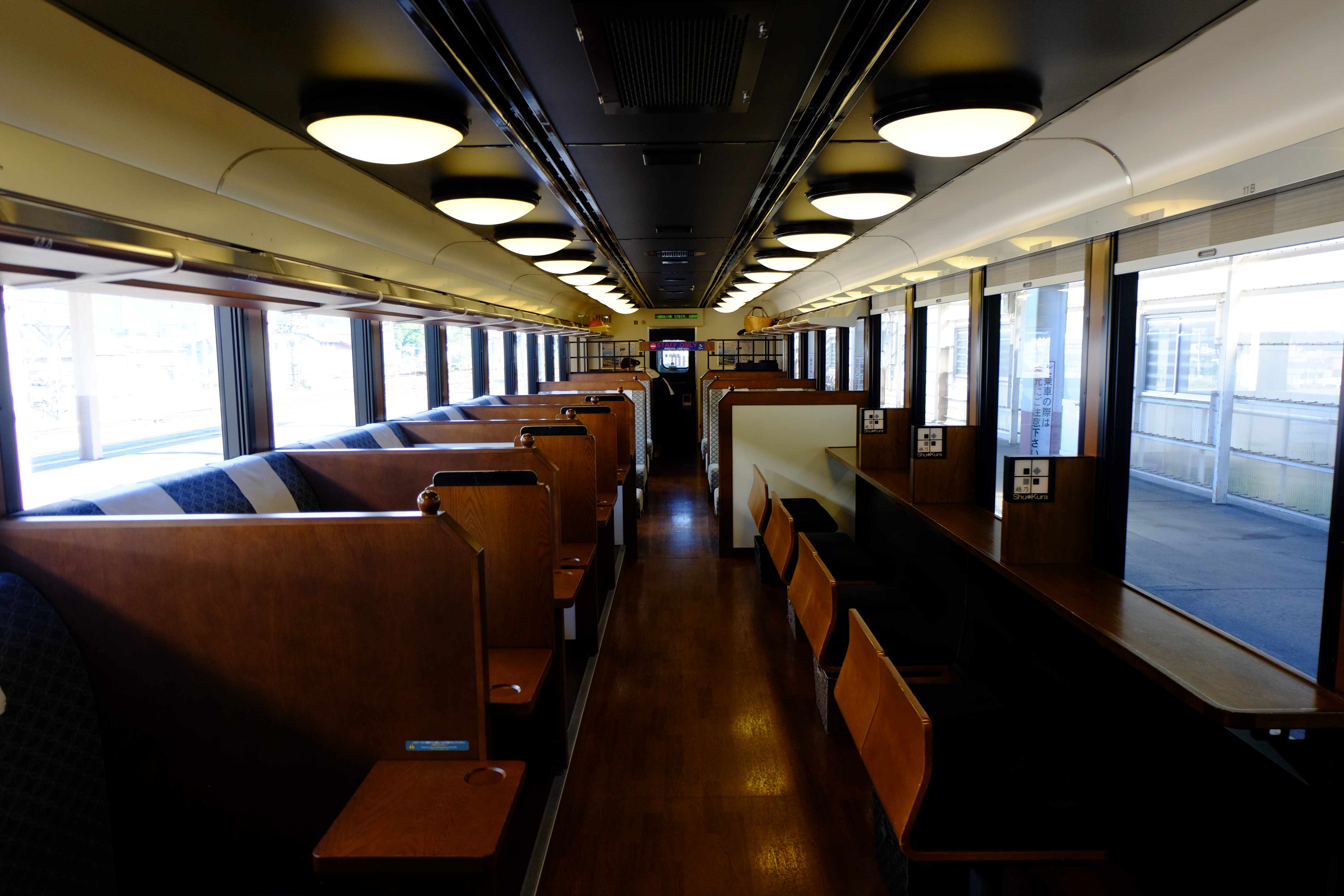
1号車の車内
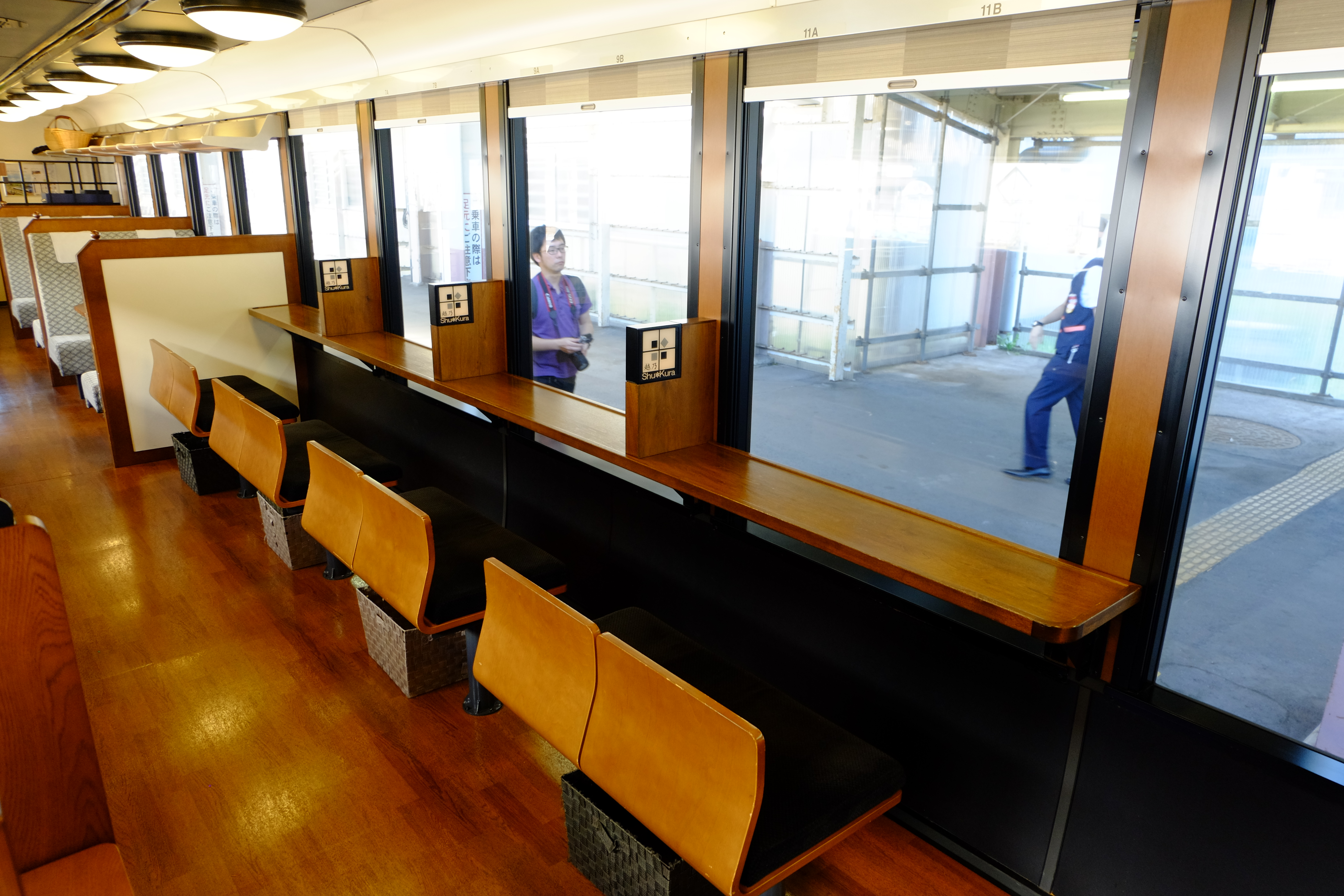
1号車展望ペアシート
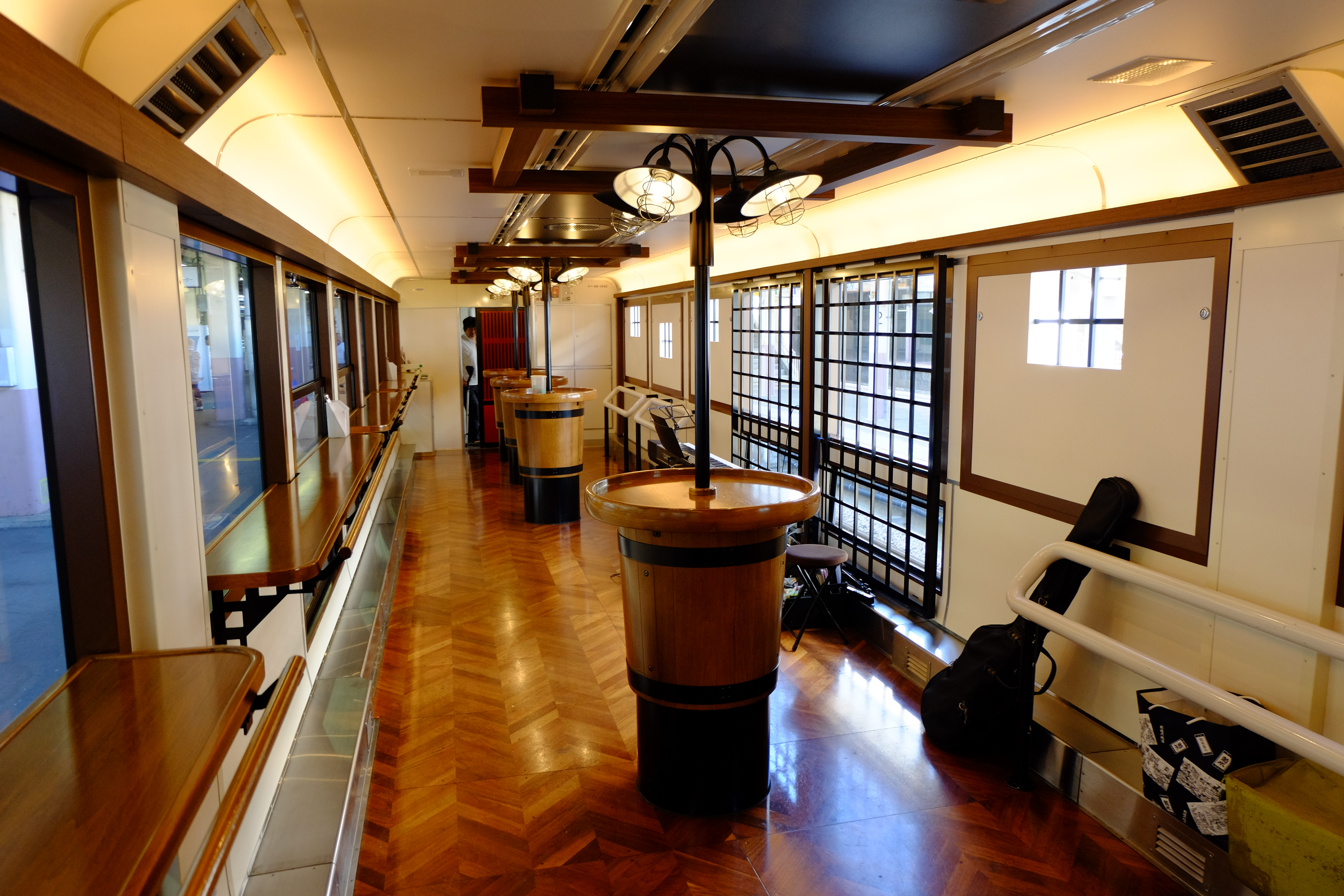
2号車イベントスペース
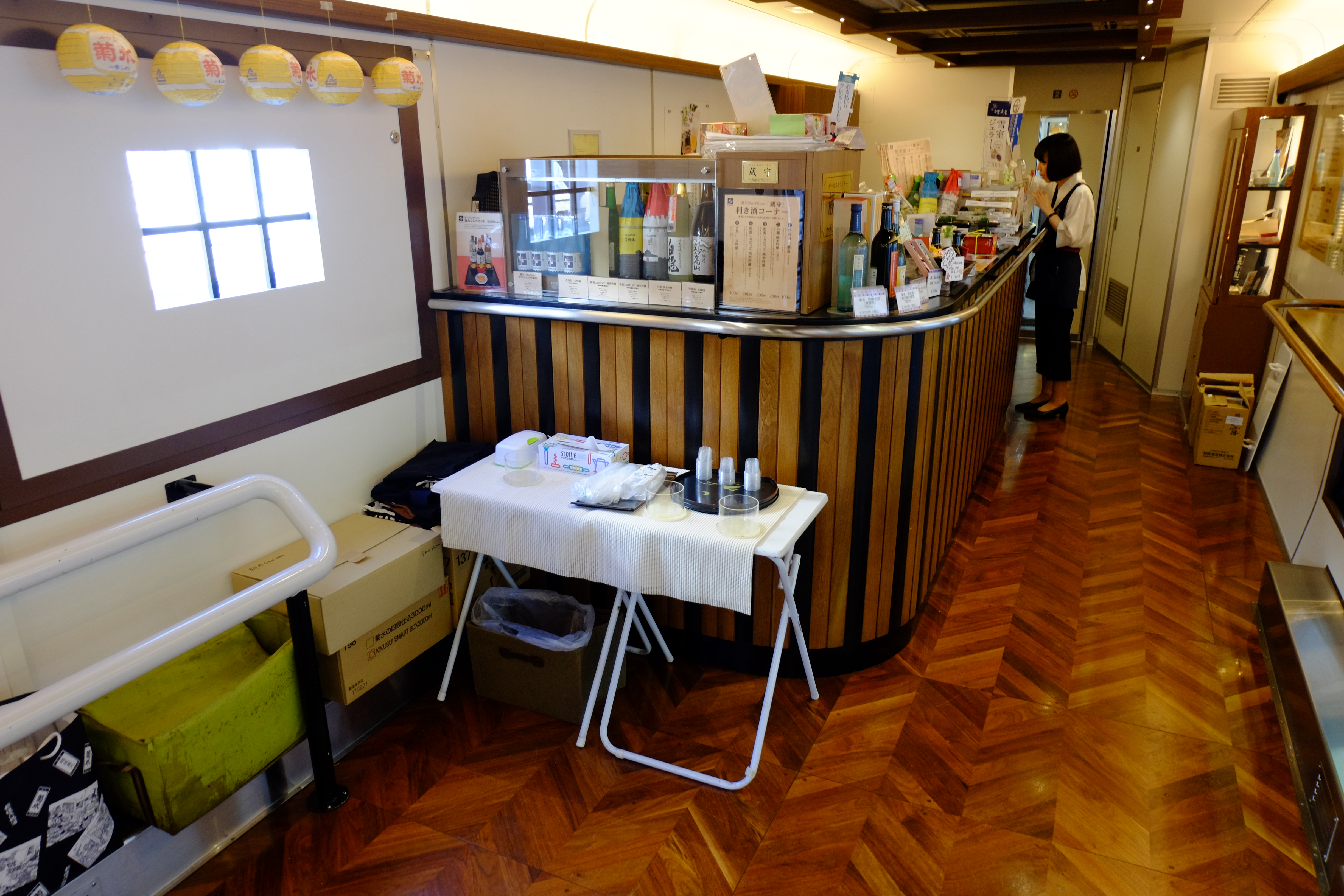
2号車サービスカウンター「蔵守～Kuramori～」

## 車内サービス
往路・復路とも乗車時にはアテンダントが車内を巡回し、1号車・3号車の全ての乗客に地酒の振る舞いが行われる（未成年者など飲酒できない乗客を除き、また蔵元イベント開催時を除く）。
1号車のボックスシート・ペアシートは前掲のように旅行商品専用となっており、JR東日本管内の「びゅうプラザ」各店で当列車に乗車する旅程を含む旅行商品（「『Shu*Kura』日帰りコース」など）を予約した場合に限り利用できる（1号車の指定券はみどりの窓口・指定席券売機等では購入不可）。乗客には1号車専用のShu*Kuraオリジナルメニュー「水と大地の贈り物」が提供されるのをはじめ、乗車記念品として地酒の2本セット・おちょこ・巾着と、後述の2号車のサービスカウンターで利用できる「呑みくらべクーポン」3枚がプレゼントされる。なお地酒2本セットは後述の「基本コース」の乗客にのみ進呈される。このほか「ソフトドリンクコース」および未成年・こどもの乗客には地酒セットの代替として緑茶（ペットボトル入り）と清涼飲料（瓶もしくはペットボトル入り）各1本が進呈される。また未成年の乗客には、おちょこ・巾着のセットおよび呑みくらべクーポンの代替としてオリジナルグッズのセットが進呈される。なお、こどもの乗客の特典は前掲のソフトドリンク2本セットのみとなっている。
新潟県産の食材を中心に構成されたオリジナルメニューは午前の往路、午後の復路で異なる献立が用意されており、往路では朝食をイメージした「Echigo-Breakfast」、復路では酒のつまみを主体とした「Echigo-Kurameshi」が提供される。いずれもウェルカムドリンクの日本酒カクテル1杯と、前掲の地酒2本セットが用意されるが、飲酒可能な乗客向けの「基本コース」と、飲酒できない乗客向けの「ソフトドリンクコース」を選択することができ、その旨についてアテンダントが乗車後に確認を行っている。ソフトドリンクコース・未成年者・こどもの乗客にはウェルカムドリンクとしてソフトドリンクのカクテルが用意される。また食後のスイーツとして、全乗客に沿線の銘菓が提供される。このほか、オリジナルメニューに新潟県産食材を使用した料理1品と発泡性純米酒1本を追加できるオプショナルプランも用意されている（旅行商品の予約時に2名以上での申し込みが必要）。なおオリジナルメニューの提供は1号車のみとなっており、3号車の乗客向けの発売は行わない。
2号車のイベントスペースでは生演奏のほか、沿線にある酒造会社が酒を持ち寄る「蔵元イベント」や地元食材に関するイベントなどが行われる（3列車ごとの演奏・イベント実施区間は「停車駅」を参照）。サービスカウンターでは地元の食材を使用したつまみやビール、ソフトドリンク、弁当、土産品などを販売しているほか、利き酒コーナーでは常時5種類の地酒を楽しむことができる。当初は利き酒などで使用する「呑みくらべクーポン」は5枚つづり500円、10枚つづり1,000円で販売しており、酒のグレードによって交換枚数が設定されていた（おちょこ1杯＝約45ml）。現在はこのクーポンが廃止され、通常の車内販売同様に現金・交通系ICカード・クレジットカードでの支払いが可能となっている。なお車内販売はカウンターでの待受販売のみで、ワゴンによる巡回販売は実施していない。
このほか、停車駅各駅では季節に応じた各種イベントが開催されている。

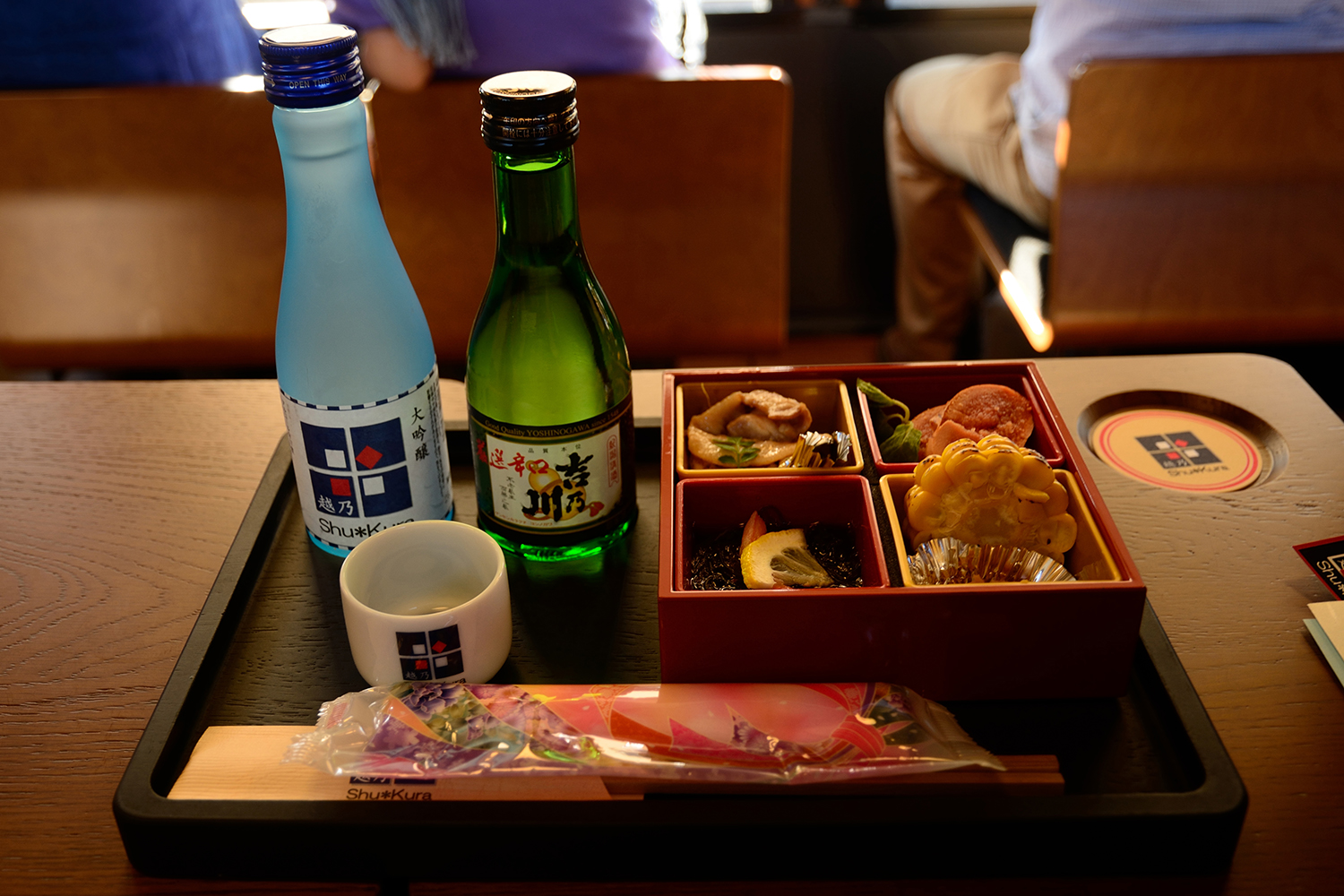
1号車で提供されるオリジナルメニュー「水と大地の贈り物」
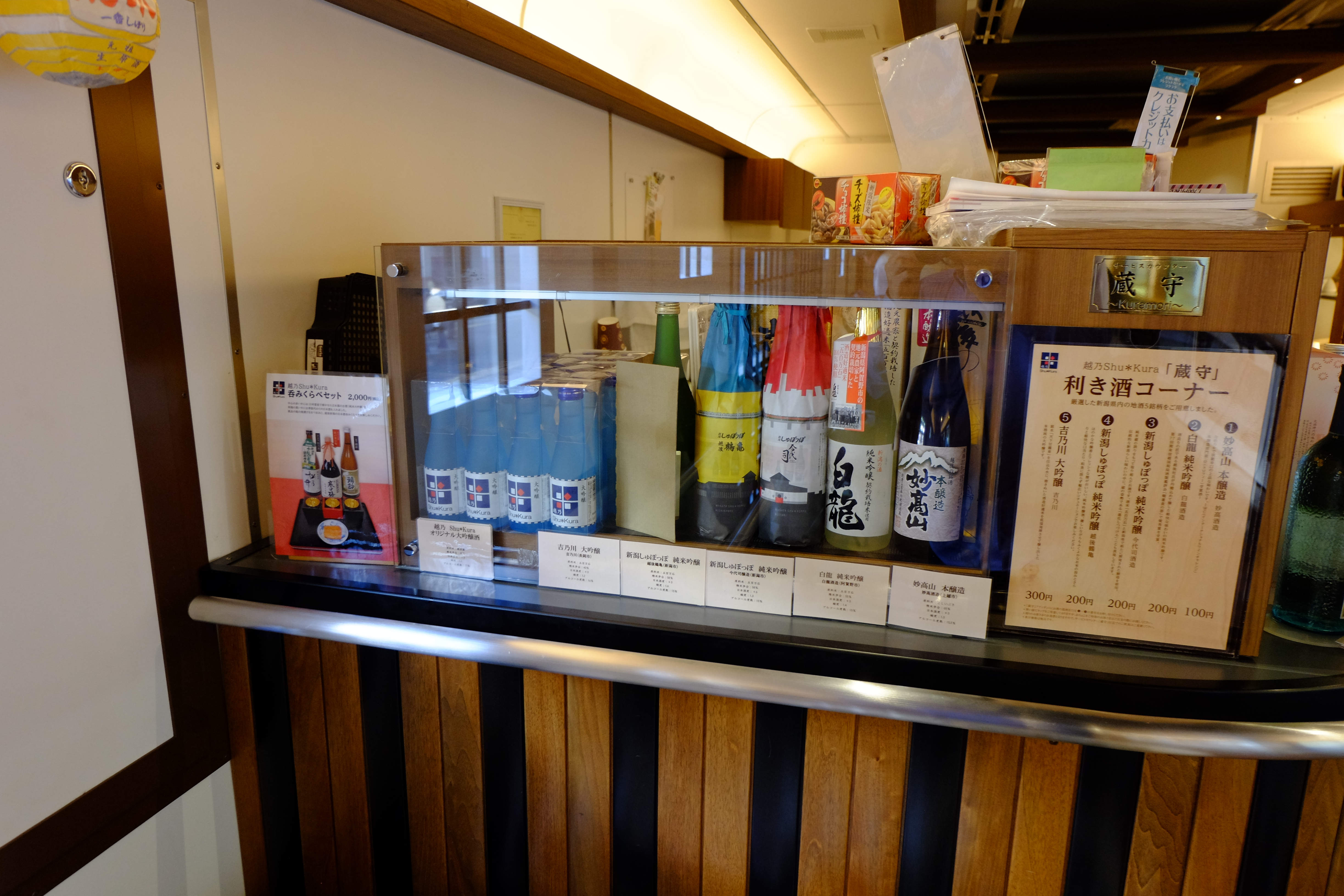
利き酒コーナー（平成29年9月の例）
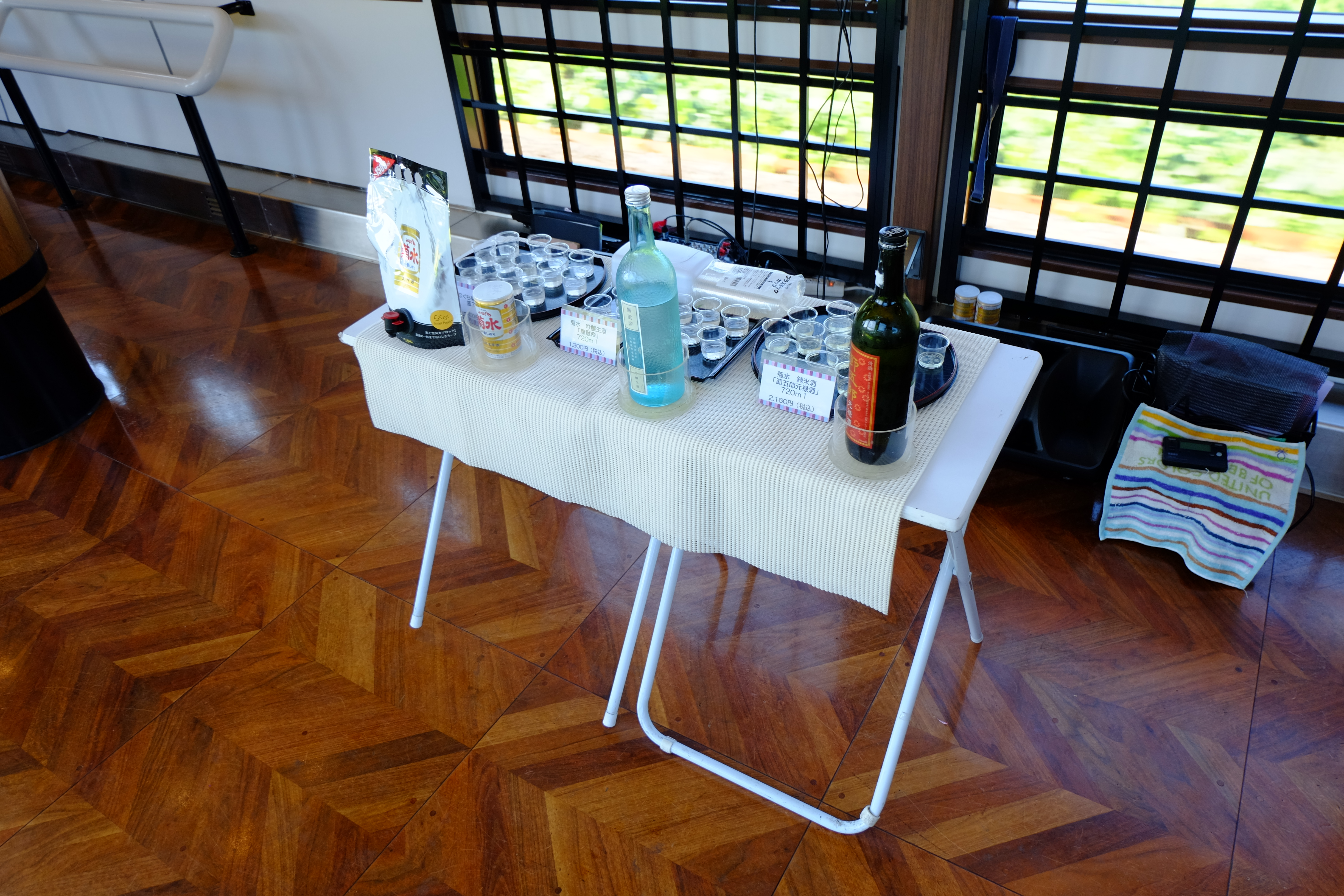
蔵元イベントの酒（例）

## 沿革
- 2014年（平成26年）
  - 4月29日：運行に先立ち「越乃Shu*Kura」編成の展示内覧会を長岡駅と直江津駅で開催。
  - 5月2日：快速列車「越乃Shu*Kura」が高田駅 - 十日町駅間で運行を開始[6]。
  - 5月9日：快速列車「ゆざわShu*Kura」が高田駅 - 越後湯沢間で運行開始。
  - 9月12日：快速列車「柳都Shu*Kura」が高田駅 - 新潟駅間で運行開始。
- 2015年（平成27年）
  - 3月14日：北陸新幹線の長野駅 - 金沢駅間開業に伴い、運行区間を上越妙高駅まで延伸。
- 2020年（令和2年）
  - 4月8日：新型コロナウイルスの感染拡大防止のため、同年5月31日まで運休[10]。
  - 5月13日：同年6月1日以降の運休延長を発表[11]。
  - 6月26日：同年8月1日より運転再開を発表。新型コロナ感染防止策のため、イベント開催時には利用人数を制限[12]。

## 越乃Shu*Kura編成の臨時列車での運用
専用車両は「Shu*Kura」3列車のほか、JR東日本管内の臨時列車などに運用されることもある。
- ちば乃Shu*Kura（千葉駅 - 館山駅）

2015年（平成27年）12月5日と12月6日に運行。「房総観光キャンペーン - ちょっとひと息、房総休日。」の一環で、内房線をDE10形ディーゼル機関車の牽引により運転された。前日の12月4日には、両国駅の3番線ホームで車両展示会「Shu*Kura Bar」が開催された。関東地方及び、内房線へは初入線。
- 宵のShu*Kura（新潟駅 - 長岡駅）

2015年12月10日と12月11日に運行。
- 十五夜Shu*kura（新潟駅 - 桑川駅）

2016年（平成28年）9月15日及び、2017年10月4日運行。名前の通り十五夜に運転された。羽越本線へは、2016年の運行で初入線。
- 宵乃Shu*kura（新潟駅 - 長岡駅）

2016年12月8日 -  10日、12月15日、12月16日、2017年12月7日 - 9日、12月14日 -  16日、2018年12月7日、12月14日、2019年12月13日、12月20日及び、2020年12月11日と12月18日運行。
- 如月Shu*kura（新潟駅 - 桑川駅）

2017年（平成29年）2月25日と2月26日に運行。団体専用列車として運転された。
- 淡麗Shu*kura（直江津駅 - 新潟駅）

2017年3月11日と3月12日に運行。「新潟淡麗　にいがた酒の陣2017」に合わせて設定。
- ヒスイShu*Kura（新潟駅 - 糸魚川駅）

2017年9月2日と9月3日に運行。日本海ひすいラインへは9月2日の運行で初入線。
- 角灯Shu*kura（新潟駅 - 長岡駅）

2017年10月31日、2018年10月30日、10月31日及び、2019年10月30日と10月31日運行。列車名の通りハロウィンに合わせて設定された。
- 豊穣Shu*Kura（新潟駅 - 長岡駅）

2017年11月2日及び、2018年11月6日と11月7日に運行。豊穣の秋に合わせて設定。
- 浪漫Shu*Kura（新潟駅→吉田駅→弥彦駅・弥彦駅→吉田駅→東三条駅→新津駅→新発田駅→新潟駅）

2017年12月23日、2018年12月8日、12月9日、2019年12月21日、12月22日及び、2020年12月12日と12月13日に運行。通常は設定されない越後線・弥彦線・白新線経由で運行され、両線へは2017年の運行で初入線となった。また、往路と復路でルートを変える循環列車のような形で運行された。
- 日本海Shu*kura（新潟駅 - 桑川駅）

2018年（平成30年）2月24日と2月25日に運行。
- 夜桜Shu*kura（新潟駅 - 分水駅）

2018年4月11日より、分水駅の桜の開花時期である毎年4月上旬に運転されている。また、「つばめ桜まつり」へのアクセスとしても使用されている。
- 信州Shu*Kura（長岡駅→長野駅）

2018年9月30日運行。団体専用列車として運転された。飯山線へは初入線。
- えちごShu*kura（長野駅→長岡駅）

2018年10月1日運行。先述の「信州Shu*kura」の復路列車として、団体専用列車として運転された。
- 美食旅Shu*Kura（新潟駅 - 長岡駅）

2018年10月1日運行。「新潟県・庄内エリアプレデスティネーションキャンペーン」開幕に合わせて設定。
- 庄内Shu*Kura（新潟駅 - 新発田駅 - 鶴岡駅）

2018年10月6日 - 8日に運行。鶴岡駅開業100周年を記念し、白新線・羽越本線経由で運転された。桑川駅以北の羽越本線へは初入線。
- 只見Shu*kura（新潟駅 - 只見駅）

2019年（令和元年）10月29日運行。団体専用列車として運転された。只見線へは初入線。
- 羽後Shu*kura（東能代駅 - 鶴岡駅）

2019年12月7日運行。秋田支社主催で団体専用列車として運転された。鶴岡駅以北及び奥羽本線へは初入線。
- 越乃Shu*kura磐越西線ツアー（会津若松駅→新潟駅）

2019年12月14日運行。仙台支社主催で団体専用列車として運転された。磐越西線へは初入線。
- 越乃Shu*kura米坂線ツアー（新潟駅→小国駅）

2020年（令和2年）10月20日運行。「置賜Shu*kura」として運行される予定だったものの催行中止になったため、代替の阪急交通社のツアーの一環で運転された。米坂線へは初入線。
- 庄内Shu*kura（新潟駅 - 酒田駅）

2020年12月5日と12月6日に運行。2018年運行のものと列車名は同じであるが、運転区間が異なっている。
- XマスShu*kura（新潟駅 - 野沢駅）

2020年12月20日より、クリスマスの時期である毎年12月下旬に運転されている。
- あおもりShu*kura（青森駅 - 大湊駅）

2021年（令和3年）4月21日運行。「東北デスティネーションキャンペーン」の特別企画として、団体専用列車で運転された。青い森鉄道線、大湊線へは初入線。
- 羽越Shu*kura（秋田駅 - 鶴岡駅）

2021年5月22日運行。「東北デスティネーションキャンペーン」の企画として、団体専用列車で運転された。
- 上越線Shu*Kura（長岡駅→高崎駅）

2021年6月26日運行。「群馬アフターデスティネーションキャンペーン」のクロージング企画として、団体専用列車で運転された。上越線へは初入線。
- 吾妻線Shu*Kura（高崎駅 - 万座・鹿沢口駅）

2021年6月27日運行。「群馬アフターデスティネーションキャンペーン」のクロージング企画として、団体専用列車で運転された。吾妻線へは初入線。
- 置賜Shu*Kura（新潟駅 - 小国駅）

2021年5月18日運行。
- 奥久慈Shu*Kura（水戸駅→矢祭山駅・東館駅→磐城石川駅）

2021年7月14日運行。団体専用列車として運転された。水郡線へは初入線。
- つがるShu*Kura（秋田駅 - 弘前駅）

2021年8月7日運行。「東北デスティネーションキャンペーン」の企画として、団体専用列車で運転された。東能代駅以北の奥羽本線へは初入線。
- さかたShu*Kura（新潟駅 - 豊栄駅 - 酒田駅）

2021年9月9日と12月11日に運行。9月9日の運転は、「東北デスティネーションキャンペーン」の企画として、団体専用列車で運転された。
- 謙信Shu*Kura（新潟駅 - 上越妙高駅）

2021年10月22日 - 24日運行。「第16回越後・謙信SAKEまつり2021」へのアクセスとしても使用された。妙高はねうまラインへは初入線。
- 水戸線Shu*Kura（大宮駅→友部駅・大宮駅→水戸駅）

2021年11月16日と11月17日に運行。「いばらき秋季観光キャンペーン」の企画として、16日は大宮駅→友部駅、17日は大宮駅→水戸駅で団体専用列車として運転された。東北本線、水戸線へは11月16日、常磐線へは11月17日の運行で初入線。
- 湯沢Shu*Kura（秋田駅 - 湯沢駅）

2021年12月4日運行。秋田支社主催の旅行商品専用として「巡るたび、出会う旅。東北」をテーマに、団体専用列車で運転された。秋田駅以南の奥羽本線へは初入線。
- ひな街道Shu*Kura（新潟駅 - 村上駅）

2022年（令和4年）3月26日、3月27日及び、2023年3月25日と3月26日に運行。「城下町村上 町屋の人形さま巡り」に合わせ設定。2024年からは、「SL・EL村上ひな街道」が運転されている。
- 越佐Shu*Kura（新潟駅 - 上越妙高駅）

2022年9月3日と9月4日に運行。JR東日本びゅうツーリズム&セールス創業30周年記念及び、佐渡市・新潟市における秋の観光キャンペーンに合わせ設定。団体専用列車として運転された。
- 只見Shu*Kura（新潟駅 - 只見駅）

2022年10月22日と10月23日に運行。只見線全線運転再開を記念して設定。2019年運転のものと列車名は同じであるが、内容が異なっている上、快速列車である。
- もみじShu*Kura（新潟駅 - 越後湯沢駅）

2022年10月25日と11月1日に運行。佐渡市・新潟市における秋の観光キャンペーンに合わせ設定。団体専用列車として運転された。
- 越佐Shu*Kura（新潟駅 - 上越妙高駅）

2022年11月26日運行。同年9月運転のものと列車名は同じであるが、快速列車である。
- 周遊只見Shu*Kura（新潟駅→会津若松駅→新潟駅）

2022年11月13日に運行。佐渡市・新潟市における秋の観光キャンペーンに合わせ設定。団体専用列車として運転された。
- 彩都Shu*Kura（越後湯沢駅 - 熊谷駅）

2022年12月3日より、高崎支社主催で団体専用列車として、毎年12月上旬に運転されている。高崎線へは2022年の運行で初入線。
- 周遊Shu*Kura（新潟駅→只見駅→会津若松駅→津川駅→新潟駅）

2023年（令和5年）11月23日運行。「『福が満開、福のしま。』ふくしま秋観光キャンペーン2023」に合わせ設定。団体専用列車として運転された。名前の通り、往路と復路でルートを変える循環列車の形で運行された。
- 羽越Shu*Kura（新潟駅 - 酒田駅）

2024年（令和6年）10月26日と10月27日に運行。羽越本線全線開通100周年を記念して設定。2021年運転のものと列車名は同じであるが、内容が異なっている上、快速列車である。
- 絢都Shu*Kura（高崎駅 - 小山駅）

2024年12月7日に運行。両毛線全通135周年を記念して設定。高崎支社主催で団体専用列車として運転された。両毛線へは初入線。
- 水郡線Shu＊Kura（水戸駅→常陸太田駅→上菅谷駅→常陸大子駅→水戸駅）

2024年12月21日と12月22日に運行。「茨城アフターデスティネーションキャンペーン」及び、水郡線全線開通90周年に合わせ設定。水戸支社主催で団体専用列車として運転された。水郡線常陸太田支線へは初入線。